# Paula Sawicka
Paula Sawicka (ur. 15 maja 1947) – polska tłumaczka, nauczycielka akademicka i działaczka społeczna, od 2004 do 2014 prezes stowarzyszenia Otwarta Rzeczpospolita.

## Życiorys
Z wykształcenia psycholog, absolwentka Uniwersytetu Warszawskiego. Pracowała jako nauczycielka akademicka i tłumaczka języka angielskiego. W latach 70. i 80. współpracowała z opozycją demokratyczną. W latach 1991–1998 kierowała biurem stołecznych parlamentarzystów Unii Demokratycznej i Unii Wolności (w tym Jacka Kuronia i Bronisława Geremka).
W III RP zaangażowana w działalność organizacji pozarządowych. W 2004 została wybrana na funkcję prezesa stowarzyszenia Otwarta Rzeczpospolita. W 2014 funkcję tę objął Marek Gumkowski, Paulę Sawicką powołano na wiceprezesa tej organizacji. Została również członkinią Stowarzyszenia Pracowników, Współpracowników i Przyjaciół Rozgłośni Polskiej Radia Wolna Europa Imienia Jana Nowaka-Jeziorańskiego w Warszawie. Weszła w skład Komitetu Wspierania Muzeum Historii Żydów Polskich Polin w Warszawie.
Była żoną Mirosława Sawickiego. Była przyjaciółką Marka Edelmana, który w jej mieszkaniu spędził dwa ostatnie lata życia. Jest autorką jego relacji zatytułowanej I była miłość w getcie (Świat Książki, Warszawa 2009) oraz współautorką publikacji Prosto się mówi jak się wie (Świat Książki, Warszawa 2013), będącej wyborem tekstów Marka Edelmana.
W 2011, za wybitne zasługi w działalności na rzecz budowania społeczeństwa obywatelskiego, za osiągnięcia w podejmowanej z pożytkiem dla kraju pracy zawodowej i społecznej, prezydent Bronisław Komorowski odznaczył ją Krzyżem Oficerskim Orderu Odrodzenia Polski.